# Budowlani Toruń

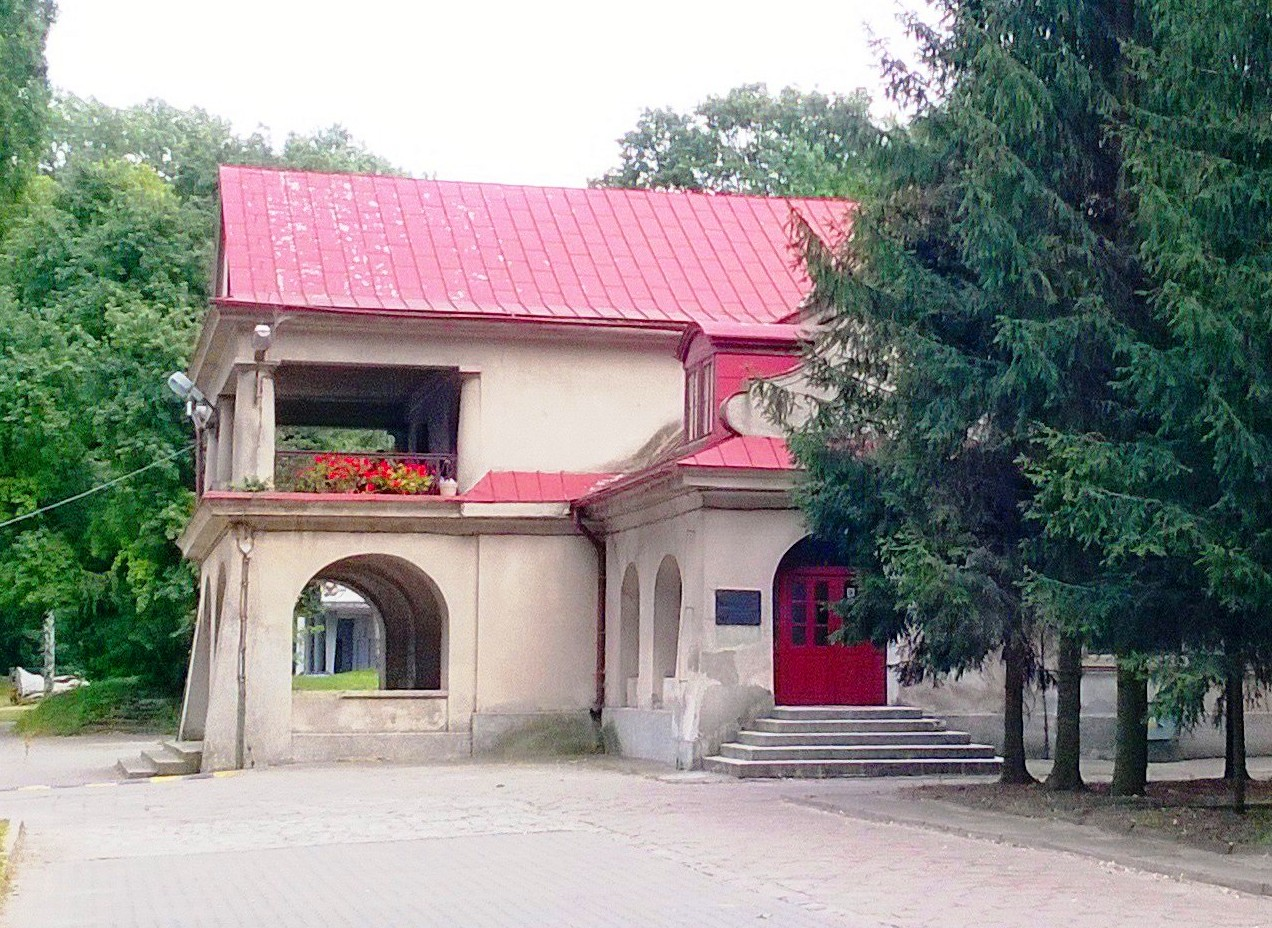
Dom Sportowca - dawna siedziba klubu

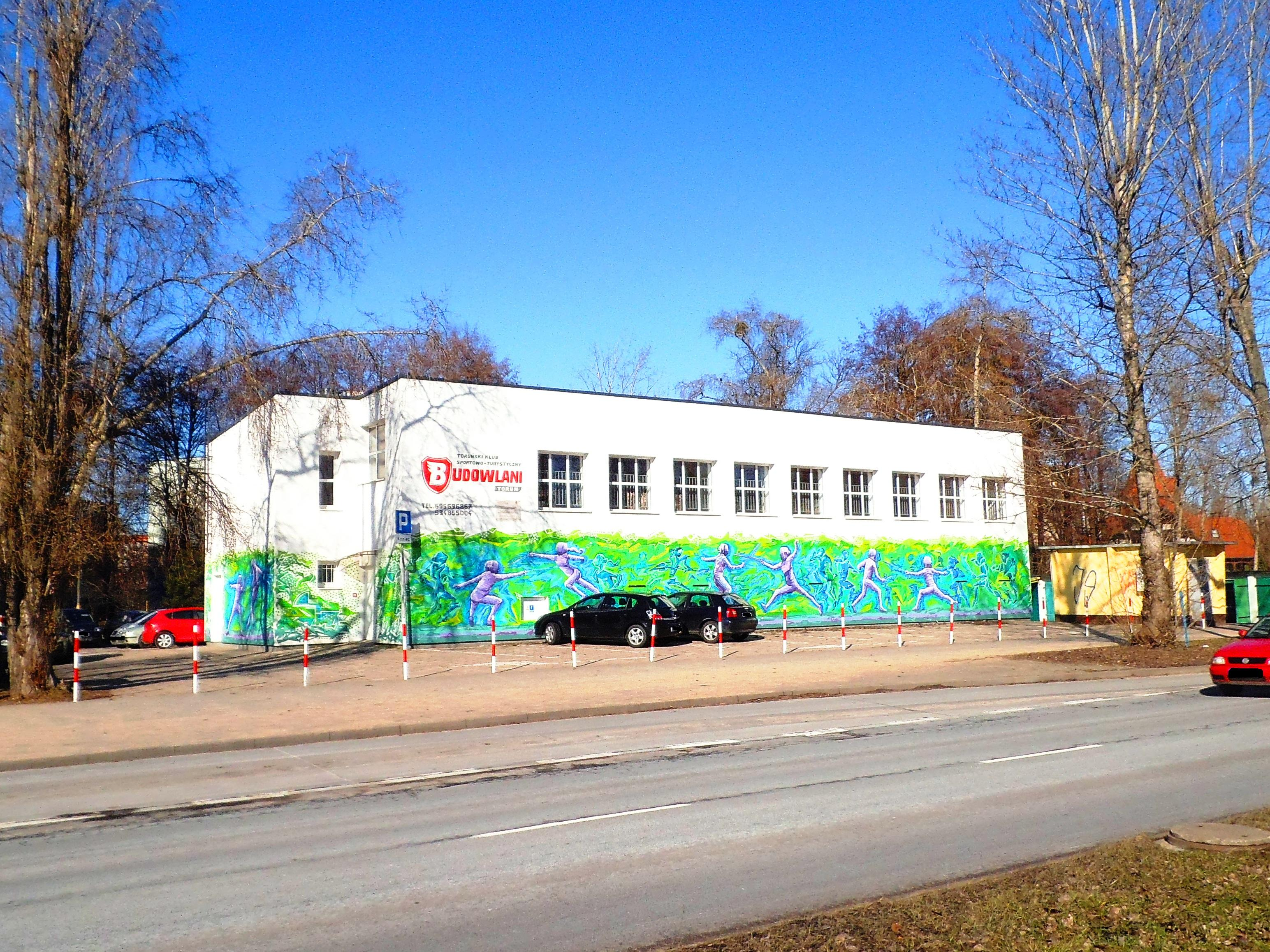
Sala szermierki przy ul. Chrobrego 29

Toruński Klub Sportowo-Turystyczny „Budowlani” – wielosekcyjny klub sportowy z Torunia.

## Historia
Na mocy decyzji Sekretariatu Rady Związków Zawodowych 21 stycznia 1947 roku powołano w Toruniu Zrzeszenie sportowe „Budowlani” Toruń, w którego strukturach działały dwa koła sportowe – nr 105 przy Toruńskich Zakładach Ceramiki Budowlanej oraz nr 110 przy Bydgoskim Przedsiębiorstwie Zarządu Budowlanych w Toruniu.
11 stycznia 1957 roku decyzją Prezydium Związków Zawodowych zniesiono wszystkie zrzeszenia, a poszczególne kluby otrzymały osobowość prawną i możliwość samodzielnego działania. Walne zgromadzenie istniejącego od dziesięciu lat Zrzeszenia podjęło jednak decyzję o dalszym występowaniu pod dotychczasową nazwą związku zawodowego Budowlani, jednocześnie z dniem 5 kwietnia 1957 przekształcając się w Toruński Klub Sportowy „Budowlani”. W okresie najszerszej działalności klub prowadził dziewięć różnych sekcji sportowych, natomiast obecnie liczba ta zmniejszyła się do trzech – siatkówki kobiet, szermierki oraz wioślarstwa.
W 1995 roku walne zgromadzenie członków zadecydowało o dołączeniu do nazwy klubu członu „Turystyczny”, w który to sposób powstała obecna pełna nazwa stowarzyszenia.
W roku 2014 stowarzyszenie TKST Budowlani zostało większościowym akcjonariuszem nowo powstałej spółki akcyjnej Volley Toruń, która począwszy od sezonu 2014/2015 przejęła prowadzenie seniorskiej drużyny siatkówki kobiet.

## Sekcje

### Sekcja siatkówki kobiet
Sekcję utworzono w 1958 roku, kiedy to przejęto drugoligowy zespół Olimpii Toruń. Do ekstraklasy siatkarki awansowały po raz pierwszy w 1960 roku. Od 2014 roku drużynę seniorek prowadzi spółka Volley Toruń.
Od 2016 roku zespół występuje w ekstraklasie.

### Sekcja szermierki
do uzupełnienia

### Sekcja wioślarska
do uzupełnienia

### Sekcje rozwiązane
Oprócz wymienionych wcześniej, Budowlani w przeszłości prowadzili także sekcje: bokserską, gimnastyczną, hokeja na lodzie, koszykówki mężczyzn, pływacką i szachową.